# Capitole de Québec
Das Capitole de Québec (ursprünglich Auditorium de Québec genannt) ist eine Veranstaltungshalle in der kanadischen Stadt Québec. Das Gebäude im Beaux-Arts-Stil befindet sich an der Rue Saint-Jean, unmittelbar neben der Stadtmauer bei der Porte Saint-Jean. Es besitzt eine auffällige runde Frontfassade. Am 14. November 1986 wurde die Anlage unter dem Namen Capitol Theatre / Québec Auditorium National Historic Site zu einer National Historic Site of Canada erklärt.

## Geschichte
1900 war die Académie de musique durch einen Brand zerstört worden. Ein von Simon-Napoléon Parent (damals Bürgermeister der Stadt Québec und gleichzeitig Premierminister der Provinz Québec) geführtes Unternehmen finanzierte das neue Auditorium. Nach einjähriger Bauzeit wurde das vom US-amerikanischen Architekten Walter S. Painter entworfene Gebäude am 31. August 1903 eröffnet. Der Saal bot Platz für 1600 Zuschauer. Das profitorientierte Management bevorzugte Auftritte von Stars wie Sarah Bernhardt oder Emma Albani, während es lokale Opern- und Theaterproduktionen vernachlässigte. Während einer Demonstration gegen die Einführung der Wehrpflicht am 29. März 1918 wurde der Verwaltungstrakt verwüstet, da das Auditorium als Rekrutierungsbüro diente.
Das Auditorium wurde 1927 umgebaut, damit es auch als Kino verwendet werden konnte; es erhielt eine Casavant-Orgel zur musikalischen Begleitung von Stummfilmen. 1930 erfolgte die Umbenennung des Gebäudes in Capitole. Nach einem Umbau der dritten Etage im Jahr 1935 zog dort eine Radiostation ein. 1953 fand die Welturaufführung des Films Ich beichte (I confess) von Alfred Hitchcock statt, der zu einem großen Teil in der Stadt Québec gedreht worden war. In den 1970er Jahren begann nach der Eröffnung des Grand Théâtre de Québec ein allmählicher Niedergang. 1982 kam es zur Schließung des Capitole und das Gebäude blieb fast ein Jahrzehnt lang ungenutzt. 1992 wurde das Capitole nach einer umfassenden Renovierung wiedereröffnet. Der Saal fasst heute 1106 Zuschauer, in den Betrieb integriert sind ein Hotel und ein Restaurant.